# Суарес, Кристиан
Кристиан Андрес Суарес Валенсия (исп. Christian Andrés Suárez Valencia; 2 ноября 1985, Гуаякиль, Эквадор) — эквадорский футболист, атакующий полузащитник. Выступал за сборную Эквадора.

## Клубная карьера

### Карьера в Эквадоре
Кристиан начал карьеру в «Депортиво Асогес». Он быстро добился видимого прогресса в игре, что не осталось незамеченным более именитыми клубами эквадорской серии А. В 2008 году Суарес перешёл в ЛДУ Кито, в составе которого выиграл Кубок Либертадорес. Кристиан не имел постоянного места в составе, появлялся в основном на замену. В поисках игровой практики Кристиан заключил соглашение с клубом «Ольмедо». В составе новой команды, он забил несколько важных голов и закончил чемпионат лучшим бомбардиром команды. «Ольмедо» выкупил трансфер полузащитника и отправили его набираться опыта в аренду в «Эль Насьональ», где Кристиан играл на позиции нападающего. По окончании сезона Суарес с 12 мячами стал одним из лучших бомбардиров первенства.

### Карьера в Мексике
14 декабря 2010 года Кристиан заключает соглашение с мексиканским клубом «Некакса», за который выступал легенда эквадорского футбола Алекс Агинага. Свои первые голы за новый клуб Суарес забил в матче против «Толуки», благодаря чему «Некакса» победила 3:2.
В мае 2011 года Суарес подписывает контракт с «Сантос Лагуна», после того, как «Некакса» вылетает из мексиканской Премьеры. В новом клубе Кристиан занимает свою любимую позицию, атакующего полузащитника, после того его соотечественник Кристиан Бенитес переходит в «Америку». В сезоне Апертуры 2011, Кристиан со своей командой доходят до финала, но проигрывают «Тигресу» золото. В Лиге Чемпионов КОНКАКАФ 2011/12, Суарес становится лучшим бомбардиром «Сантоса» на турнире, забивая 5 мячей. Но в финальном поединке «бело-зеленых» снова ждет разочарование, они уступают «Монтеррею». Третий финал становится удачным для Кристиана, его команды выигрывает золото Клаусуру 2012.
В конце 2012 года Суарес перешёл в «Пачуку» на правах аренды. 6 января в матче против «Атланте» он дебютировал за новую команду. 17 февраля в поединке против «Крус Асуль» Кристиан забил свой первый гол за «Пачуку».
Летом 2014 года он вернулся на родину, на правах аренды став игроком «Барселоны» из Гуаякиль. 6 июля в матче против «Эль Насьональ» Суарес дебютировал за новую команду. 19 июля в поединке против ЛДУ Лоха он сделал «дубль», забив свои первые гола за «Барселону». В начале 2015 года «Сантос Лагуна» вновь отправило Кристиана в аренду. Его новым клубом стал «Атлас». 1 февраля в матче против УНАМ Пумас он дебютировал за новую команду. 19 апреля в поединке против «Пуэблы» Суарес забил свой первый гол за «Атлас».
Летом того же года Кристиан вновь на правах аренды присоединился к новичку Лиги MX «Дорадос де Синалоа». 26 июля в матче против «Чьяпас» он дебютировал за «дорад».
После окончания контракта с мексиканским клубом выступал на родине за «Барселону» и «Гуаякиль Сити». В составе «Барселоны» стал в 2016 году чемпионом страны.

## Международная карьера
9 октября 2010 года в матче против сборной Колумбии Кристиан дебютировал за сборную Эквадора, заменив во втором тайме Майкла Арройо. 11 августа 2011 года в поединке против сборной Коста-Рики Суарес забил свой первый гол за национальную команду.

### Голы за сборную Эквадора
| #  | Дата            | Место                | Противник  | Счёт | Результат | Соревнование      |
| -- | --------------- | -------------------- | ---------- | ---- | --------- | ----------------- |
| 1. | 11 августа 2011 | Сан-Хосе, Коста-Рика | Коста-Рика | 0:1  | 0:2       | Товарищеский матч |
| 2. | 2 сентября 2011 | Кито, Эквадор        | Ямайка     | 2:0  | 5:2       | Товарищеский матч |
| 3. | 6 сентября 2011 | Кито, Эквадор        | Коста-Рика | 1:0  | 4:0       | Товарищеский матч |

## Достижения
Командные
 «ЛДУ Кито»
- Кубок Либертадорес — 2008

 «Сантос Лагуна»
- Чемпионат Мексики по футболу — Клаусура 2012